# Crabbelaer
Crabbelaer is een Belgisch bier van hoge gisting.

## Geschiedenis
Crabbelaer is een zeer oude biersoort. In de 16e en 17e eeuw was ze zeer populair in Gent. In de eerste helft van de 16e eeuw was Crabbelaer zelfs het meest verkochte bier. Op het hoogtepunt werd er tot 40.000 "ton" per jaar van geproduceerd. Een ton was ongeveer 147,6 liter, wat de jaarproductie op het toppunt op ongeveer 6 miljoen liter brengt. Aanvankelijk werden er slechts twee biersoorten gemaakt te Gent: klein bier en dubbel bier. Deze laatste werd Crabbelaer genoemd. Het was dus een iets zwaarder bier dan het gewone. Korte tijd later kwamen daar enkele en dubbele Clauwaert en Dusselaer bij en waren er dus vijf soorten. Crabbelaer werd gebrouwen door verschillende brouwers - op het hoogtepunt zelfs meer dan 50.
Crabbelaer wordt sinds 2014 terug op de markt gebracht door "Brouwerij De 6 Helmen", een bierfirma in Gent. Het huidige bier draagt enkel de naam van het vroegere, maar vertoont er verder geen overeenkomsten mee. Het is nu een blond licht troebel bier, type saison, met een alcoholpercentage van 7,5%.

## Varianten
In 2016 werd Crabbelaer HOMMAGE à III gelanceerd als eerbetoon aan de Gentse artiesten Luc De Vos, Walter De Buck en Romain Deconinck. Het bier werd in 2020 vervangen door Crabbelaer HOMMAGE, ter ere van zanger Luc De Vos. In 2018 werd eenmalig Crabbelaer KALIESJ gebrouwen in samenwerking met FERM & Bar Mitte.bIn 2021 werd Crabbelaer BIEZEBAAZE gelanceerd, in samenwerking met Kurt Burgelman van de Gentse muziekgroep Biezebaaze.